# متحف الحمنة التراثي
متحف الحمنة التراثي هو متحف خاص للتراث الشعبي، يملكه عائض حضيض عائض المطيري. ويقع المتحف على طريق الهجرة السريع الواصل بين المدينة المنورة وجدة في بادية الشلالحة. وهو عبارة عن قاعتان مستقلة بالقرب من بيت صاحب المتحف ويقابل القاعتان مجلس لاستقبال الضيوف وقاعتا العرض متكونة من طابق واحد متضمنة عدد من القطع التراثية الجيدة تم عرضها في أكثر من ست أركان وهي كتالي:
الركن الأول ركن الملابس النسائية والملابس الرجالية ومستلزمات العروس والركن الثاني ركن الأدوات المنزلية ومستلزمات المطبخ، والركن الثالث ركن الأدوات الحجرية من رحى ومسن للسكاكين، والركن الرابع ركن الأدوات الفخارية، والركن الخامس ركن الأسلحة من خناجر وسيوف وبندقيات، والركن السادس ركن الجلديات وحوافظ السوائل، والركن السابع ركن الأدوات الزراعية والركن الثامن ركن المنسوجات والحياكة اليدوية.

## وصلات خارجية
- متحف الحمنه التراثي
- متحف الحمنة